# Municipio de Tyler (condado de Perry)
El municipio de Tyler (en inglés: Tyler Township) es un municipio ubicado en el condado de Perry en el estado estadounidense de Arkansas. En el año 2010 tenía una población de 237 habitantes y una densidad poblacional de 0,64 personas por km².

## Geografía
El municipio de Tyler se encuentra ubicado en las coordenadas 34°51′30″N 93°8′28″O / 34.85833, -93.14111. Según la Oficina del Censo de los Estados Unidos, el municipio tiene una superficie total de 372.49 km², de la cual 371,8 km² corresponden a tierra firme y (0,18 %) 0,69 km² es agua.

## Demografía
Según el censo de 2010, había 237 personas residiendo en el municipio de Tyler. La densidad de población era de 0,64 hab./km². De los 237 habitantes, el municipio de Tyler estaba compuesto por el 93,67 % blancos, el 1,27 % eran amerindios, el 0,42 % eran asiáticos, el 1,27 % eran de otras razas y el 3,38 % eran de una mezcla de razas. Del total de la población el 1,69 % eran hispanos o latinos de cualquier raza.